# Cacciatore di alieni
Cacciatore di alieni o Il cacciatore di alieni (Alien Hunter) è un film del 2003 diretto da Ron Krauss.
Un satellite capta un segnale proveniente da un oggetto sconosciuto sepolto sotto i ghiacci antartici; avendone riconosciuta l'origine aliena viene inviato uno scienziato per tradurlo e recuperarlo.

## Trama
Un satellite e varie altre stazioni radio captano uno strano segnale proveniente dall'Antartico. L'origine del segnale viene individuata sotto il ghiaccio, a circa cinque metri di profondità, e una porzione di quel ghiaccio viene estratta e portata in una base scientifica vicina, in cui si stanno eseguendo esperimenti genetici su colture vegetali. Il professor Julian Rome viene mandato alla base per tentare di decriptare il segnale che viene riconosciuto essere artificiale. A condurre gli esperimenti sulle colture è la dottoressa Bercher, ex-moglie del professor Rome, da cui ha chiesto il divorzio a causa dell'attitudine di lui a flirtare con le studentesse del suo corso all'università di Berkeley.
Il blocco di ghiaccio, seppur tenuto in laboratorio a temperatura adeguata alla conservazione, si scioglie rapidamente fino a rivelare al suo interno un oggetto dall'aspetto simile a un bozzolo di pietra.
Mentre i tecnici della base, guidati dall'intraprendente dottor Straub, decidono di forzarlo con mezzi meccanici, il professor Rome scopre che il radiosegnale emesso dal bozzolo altro non è che un messaggio di allerta che avvisa di non aprirlo. La scoperta del professore si rivela intempestiva: il bozzolo viene aperto e in esso viene rinvenuto un essere alieno in stato di ibernazione. In breve tempo la creatura si risveglia e lascia autonomamente il bozzolo;  il personale della base, terrorizzato, inizia a dargli la caccia e in breve tempo lo uccide, senza dare al professor Rome il tempo di stabilire un contatto con esso. In presenza dell'alieno, però, alcuni membri del personale muoiono all'istante, come aggrediti da un virus che ne consuma interamente il corpo dall'interno.
Contemporaneamente, la NASA e il governo degli Stati Uniti seguono via radio lo svolgersi delle azioni alla base antartica e, senza comunicare nulla al professor Rome e alla professoressa Bercher, dimostrano di essere già a conoscenza sia della provenienza aliena del bozzolo rinvenuto, sia dell'esistenza di un agente patogeno di cui l'abitante è portatore.
Per evitare la sicura contaminazione del pianeta, le autorità decidono di mandare in Antartide un sottomarino russo armato di testata nucleare, con lo scopo di distruggere la base e di eliminare il personale che, anche se in parte sopravvissuto, è venuto ormai a contatto con il virus. La notizia dell'invio del sottomarino viene comunicata via radio al professor Rome, senza dettagli; egli però comprende all'istante che non si tratta di una missione di salvataggio: la base verrà distrutta e il personale sterminato. Mentre gran parte del personale accetta l'inevitabile situazione, il dottor Straub si ribella e decide di fuggire, incurante del fatto che uscendo dalla base porterà fuori il letale agente patogeno. Della stessa opinione è il pilota dell'aereo con cui il dottor Rome ha raggiunto la base antartica, che si è fermato all'interno della base impossibilitato a ripartire a causa del maltempo persistente.
Durante le colluttazioni con gli altri, il pilota resta rapidamente ucciso, mentre il dottor Straub riesce ad uscire dalla base, inseguito e raggiunto dal professor Rome. Una volta fuori, i due scoprono che la base è avvolta da una specie di campo energetico che funge da portale dimensionale e che fornisce accesso a un'astronave fluttuante al di sopra della base. Il dottor Straub, spaventato e incapace di adattarsi alla dimensione alterata, muore in pochi istanti. Il professor Rome, invece, che era riuscito a stabilire un rapido contatto telepatico con la creatura uscita dal bozzolo prima che venisse uccisa, comprende che la razza aliena è venuta a portarli via: i superstiti infatti ormai non possono più restare sulla Terra, poiché il virus con cui sono venuti a contatto distruggerebbe il pianeta in poco tempo.
Il professore conduce tutti quanti al passaggio dimensionale, poco prima dell'arrivo del missile nucleare che, impattando, rade al suolo la base bonificando dal virus l'intera area.

## Produzione
Il ruolo di decifratore di James Spader è simile allo stesso ruolo interpretato dallo stesso attore in Stargate. Tra i ruoli minori si segnalano quelli di Keir Dullea e Carl Lewis, famoso atleta statunitense.